# Christian Grøthan
Christian Vilhelm Baldvin Grøthan (Frederiksberg, 19 novembre 1890 – Gentofte, 6 aprile 1951) è stato un calciatore danese.